# Tomopleura coffea
Tomopleura coffea é uma espécie de gastrópode do gênero Tomopleura, pertencente a família Borsoniidae.